# Jan-Lukas Schröder
Jan-Lukas Schröder (20 de noviembre de 2002) es un deportista de Alemania que compite en atletismo. Ganó una medalla de bronce en el Campeonato Europeo de Atletismo Sub-20 de 2021, en la prueba de 4 × 400 m.